# لييفة عضلية

رسم بياني لتركيب اللييفات العضلية (تحتوي على العديد من الخيوط العضلية وتكون في خطوط متوازية، أما القسيم العضلي يكون متسلسل)

مخطط لانزلاق الخيوط أثناء الانقباض العضلي

اللييفة العضلية (بالإنجليزية: myofibril)‏ هي وحدة مدورة الشكل من الليف العضلي. تتألف العضلات من الخلايا العضلية التي تعرف باسم الألياف العضلية في نسيج العضلات المخططة وهذه الخلايا تحتوي على اللييفات العضلية. تنشأ هذه اللييفة خلال عملية التخلق المضغي بعملية تدعى تكون العضل.
تتألف اللييفة العضلية من عدد من البروتينات المعقدة مثل الأكتين والميوسين وتيتين وبروتينات أخرى. تنظم هذه البروتينات بخيوط رفيعة وثخينة تدعى الخيوط العضلية (بالإنجليزية: Myofilament)‏ والتي تتكرر على طول اللييفة العضلية في القسيم العضلي. يحدث الانقباض العضلي من خلال انزلاق خيوط الثخينة (الميوسين) والرفيعة (الأكتين) أمام بعضها البعض.

## التركيب
تحتوي خيوط اللييفة العضلية على نوعين من الخيوط ثخين ورفيع:
- تحتوي الخيوط الرفيعة على بروتين الأكتين بشكل أساسي ومرتبط مع بروتين النبيولن (بالإنجليزية: Nebulin)‏.
- تحتوي الخيوط الثخينة على بروتين الميوسين بشكل أساسي ومثبت بمكانه من قبل خيوط التيتين. يعتبر الميوسين مسوؤلاً عن توليد الحركة.

عند موت الإنسان أو الحيوان يندمج بروتين الأكتين مع الميوسين في لحم الحيوان ليكوّن بروتين أكثر تعقيدا يسمى الأكتوموسين.
في العضلات الخيوطية مثل العضلات الهيكلية أو عضلة القلب، تملك خيوط الأكتين والميوسين طول محدد ومستمر بشكل منظم في كل ميكرومتر، وهو أقصر من طول الخلية العضلية الممدودة (عدة مليمترات في حالة خلايا العضلية الهيكلية للإنسان). تنظم الخيوط بشكل وحدات ثانوية متكررة على طول اللييفة العضلية. هذه الوحدات الثانوية تسمى القسيم العضلي. تتوضع اللييفات العضلية في الخلية العضلية بشكل خطوط متوازية على طول محور الخلية. تصطف الوحدات الثانوية (القسيم العضلي) بشكل مثالي تقريبا بجانب اللييفة العضلية. يؤدي هذا الاصطفاف إلى ظهور خصائص معينة تعطي شكل الخلية الخيطي. لايوجد هذا الاصطفاف في خلايا العضلات الملساء ولذلك يغيب الشكل المخطط عن هذه العضلات وتسمى بالملساء. تُظهر الخلايا العضلية بأشكال معينة، مثل قطع اللحم، التلون البنائي (بالإنجليزية: Structural coloration)‏ أو التقزح اللوني وذلك بسبب الاصطفاف الدوري للألياف والقسيمات العضلية.

## التكون
أظهرت دراسة تطور عضلة الساق لجنين بعمر 12 يوم باستخدام المجهر الإلكتروني وتقترح ألية لتطور اللييفة العضلية. الخلية العضلية النامية تحتوي على خيوط ثخينة بقطر 160–170 أنغستروم وخيوط رقيقة بقطر 60–70 أنغستروم. تحتوي اللييفات العضلية الصغيرة على نسبة 7:1 من الخيوط الثخينة والرقيقة. تصبح الخيوط العضلية الحرة أكثر تراصفا وتجمعا في ترتيب حزم سداسية على طول المحور للخلية العضلية في أماكن غشاء الليف العضلي الثانوي (بالإنجليزية: subsarcolemmal)‏. تتشكل هذه التجمعات بغض النظر عن وجود مواد الحزمة z أو الحزمة M. تحدث هذه التجمعات بشكل تلقائي بسبب التراكيب الثلاثية لجزيئات الأكتين والميوسين والتي تحتوي على معظم المعلومات مع قوة الأيون وكثافة أدينوسين ثلاثي الفوسفات داخل الخلية العضلية المطلوبة لتجميع وحدات البروتين إلى خيوط اللييفة العضلية.

## وصلات إضافية
- Muscle Physiology Primer
- Animation of sarcomere contraction